# Unterschöbling
Unterschöbling ist ein Ortsteil der Stadt Königsee im Landkreis Saalfeld-Rudolstadt in Thüringen. Das Dorf hat etwa 110 Einwohner und eine Fläche von 171 Hektar. Es liegt 394 m über dem Meeresspiegel.
Ehrenamtlicher Ortsbürgermeister ist der parteilose Peter Ludwig.

## Geografische Lage
Unterschöbling liegt etwa einen Kilometer südöstlich von Königsee. Der Ort ist von einer hügeligen, waldreichen Landschaft und Feldern umgeben und ist über die Kreisstraße K 130 mit Königsee und Lichta verbunden.

## Geschichte
1366 wurde das Kirchspiel Dörnfeld-Unterschöbling zum ersten Mal erwähnt. Die Unterschöblinger Kirche gehörte dabei zur Mutterkirche Dörnfeld. Zur Zeit der Ersterwähnung wurde der Ort als Nyderschobelig bezeichnet. Bis 1918 gehörte der Ort zur Oberherrschaft des Fürstentums Schwarzburg-Rudolstadt.
Unterschöbling wurde am 1. Juli 1950 in die Stadt Königsee eingegliedert.
In der Zeit vor der deutschen Wiedervereinigung 1990 gab es in Unterschöbling eine Reihe von Einrichtungen, die mit dem verstärkten Aufkommen des Individualverkehrs und der Eingemeindung nach Königsee verschwanden: einen Kindergarten, einen Konsum, zwei Gaststätten, eine Bibliothek (bis Ende der 1960er Jahre) und ein Kinderferienlager.
Bis 1990 gab es nur einen einzigen Telefonanschluss für den ganzen Ort, der einer Familie gehörte und der als öffentlicher Fernsprecher diente.

## Kultur und Vereinsleben
Neben den üblichen Einrichtungen wie Sportplatz, Festplatz und Aussichtspunkt sind eine unter Denkmalschutz stehende Sonnenuhr sowie die Dorfkirche sehenswert. Der Schöblinger Kirchenbauverein e. V. bemüht sich um deren Erhalt und die Rekonstruktion der Orgel.
Im ehemaligen Schul- bzw. Kindergartengebäude ist ein Heimatmuseum entstanden, das anhand von originalen Ausstellungsstücken das bäuerliche Leben vergangener Zeit anschaulich macht.
Neben dem Kirchenbauverein gibt es in Unterschöbling noch einen Heimatverein sowie den Karateverein Asahi Dojo e. V.

## Dorfkirche

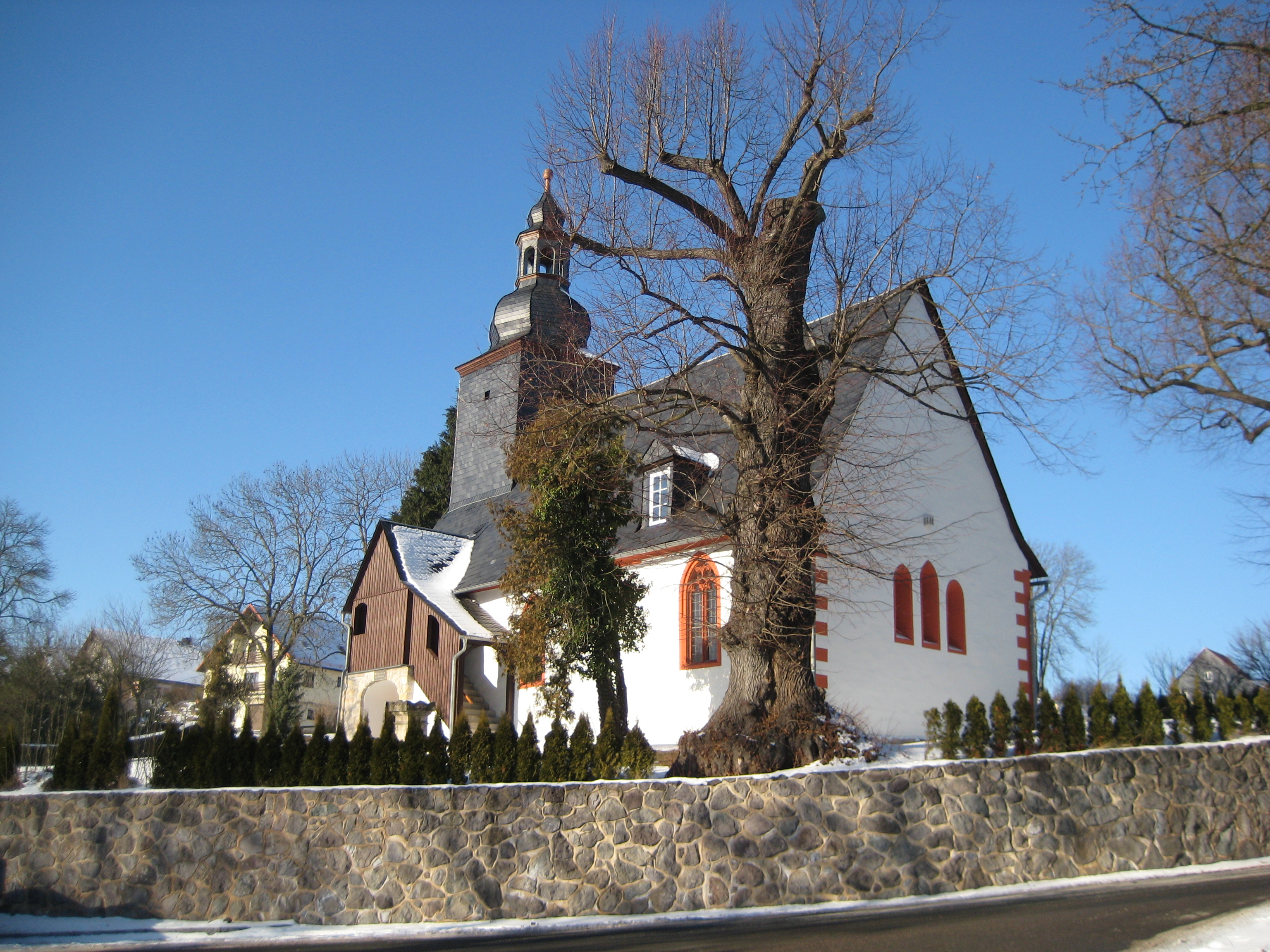
Unterschöblinger Kirche nach der Restaurierung

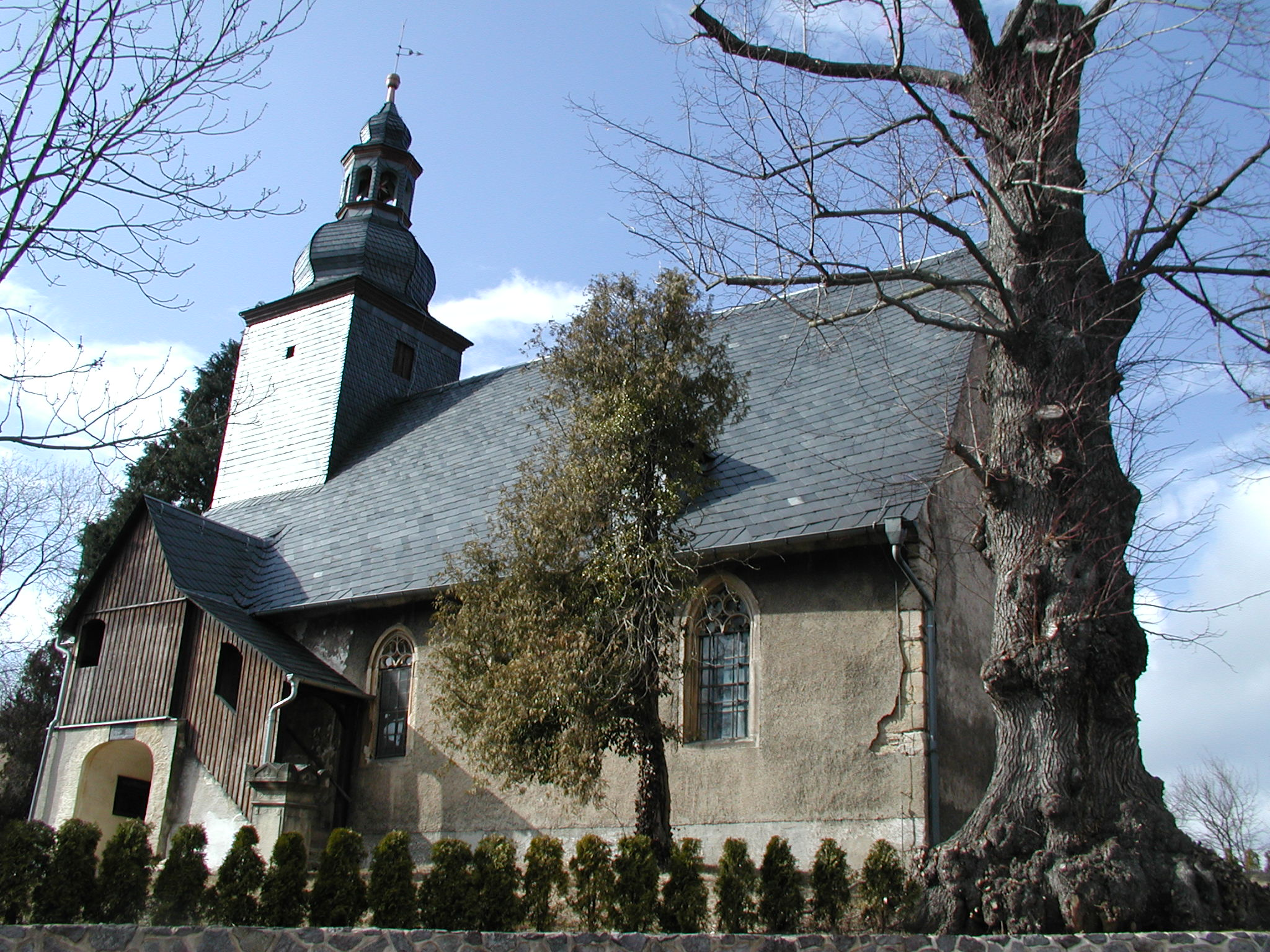
Kirche von Unterschöbling vor der Restaurierung

Im 14. Jahrhundert wurde die Kirche in Unterschöbling erstmals als Kapelle erwähnt, die in den folgenden Jahrhunderten vergrößert bzw. umgebaut wurde. Anfang des 16. Jahrhunderts entstand der spätgotische Flügelaltar, 1623 eine neue Kanzel. 1644 wurde der alte Kirchturm abgerissen und neu erbaut. Die Kirche erhielt 1791 ein separates Glockenhaus. Es erfolgte eine Renovierung des Turms und des Kirchenvorhäuschens. 1884 erhielten die West- und Nordseite der Kirche Flachbogenfenster. Zwei alte Spitzbogenfenster sind noch heute im alten Teil der Kirche an der Ostseite zu sehen.
Beim Bau einer zweiten Empore im 18. bzw. 19. Jahrhundert waren Deckenbalken herausgesägt worden, was die Statik des Gebäudes schwächte. Deshalb wurden im Frühjahr 2006 zwei Zuganker hergestellt und von der Ostwand der Kirche zur Stabilisierung von Dachstuhl und Gemäuer eingesetzt.
Seit dem Abschluss der Restaurierung im April 2007 trägt die Kirche den Namen „Andreaskirche“.

## Sonstiges
Im Ortsdialekt (ilmthüringisch) wird Unterschöbling Ingerschewwlich oder Schewwlich genannt.

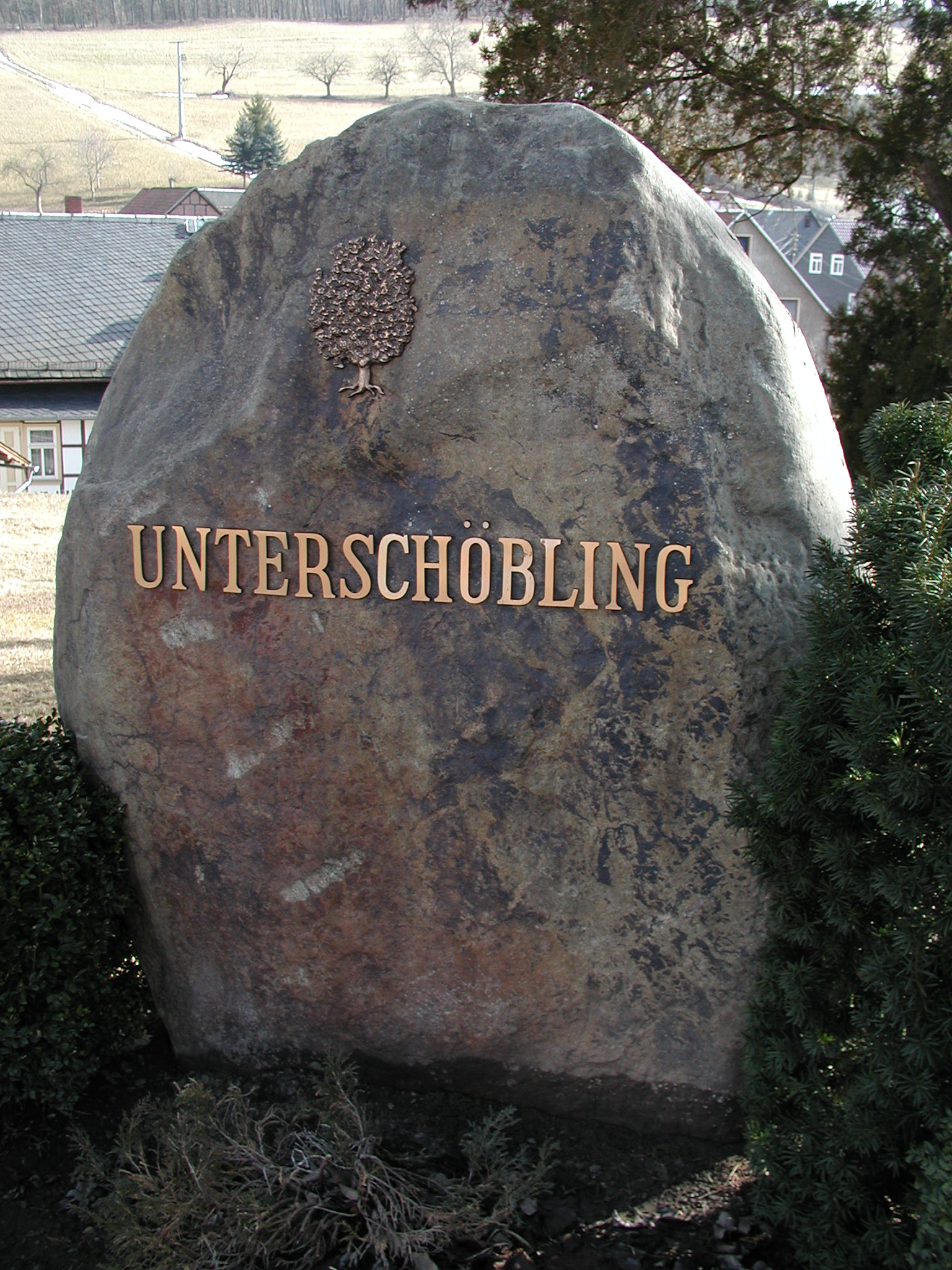
Großer Stein am Ortseingang